# عبدالمالک سلال
عبدالمالک سلال (انگلیسی: Abdelmalek Sellal؛ زاده ۱ اوت ۱۹۴۸) یک سیاستمدار اهل الجزایر است.